# Bartolomeo Campagnoli
Bartolomeo Campagnoli (ur. 10 września 1751 w Cento di Ferrara, zm. 6 listopada 1827 w Neustrelitz) – włoski skrzypek i kompozytor.

## Życiorys
Uczył się muzyki w Bolonii i Modenie, następnie występował jako skrzypek w orkiestrze w Bolonii lub Cento, później zaś w Rzymie i Faenzy. Od 1770 do 1775 roku kontynuował naukę u Pietro Nardiniego we Florencji, grając jednocześnie w Teatro della Pergola. Od 1776 do 1779 roku zatrudniony był jako koncertmistrz na dworze arcybiskupa we Freisingu. Wraz ze swoim pracodawcą odbył podróż do Polski, północnych Niemiec, Włoch i Szwecji. W kolejnych latach koncertował m.in. w miastach włoskich, Berlinie i Pradze. Od 1797 do 1818 roku był koncertmistrzem w orkiestrze Gewandhaus w Lipsku. W 1820 roku osiadł w Hanowerze, następnie w 1826 roku przeniósł się do Neustrelitz.
Za życia podziwiany jako wielki wirtuoz, choć już na początku XIX wieku jego styl gry, utrzymany w nurcie włoskiej szkoły skrzypcowej, był krytykowany przez Louisa Spohra jako anachroniczny. Skomponował m.in. koncert skrzypcowy i trzy koncerty fletowe, ponadto liczne dzieła kameralne. Był także autorem wysoko cenionego, wydanego w 1824 roku w Lipsku, podręcznika Nouvelle méthode de la mécanique progressive du jeu du violon.